# Museo Arqueológico Nacional de Cagliari
El Museo Arqueológico Nacional de Cagliari es el museo arqueológico más importante de Cerdeña. Situado desde 1993 en el interior del complejo museístico de la Ciudadela de los museos, en los espacios diseñados por los arquitectos Piero Gazzola y Libero Cecchini.
En sus vitrinas se exponen muchos de los hallazgos más significativos de Cerdeña procedentes principalmente de las provincias de Cagliari y Oristano, aunque no faltan objetos preciosos encontrados en las demás provincias de la isla. Los materiales expuestos datan de la época prehistórica hasta la Cerdeña bizantina.

## Historia

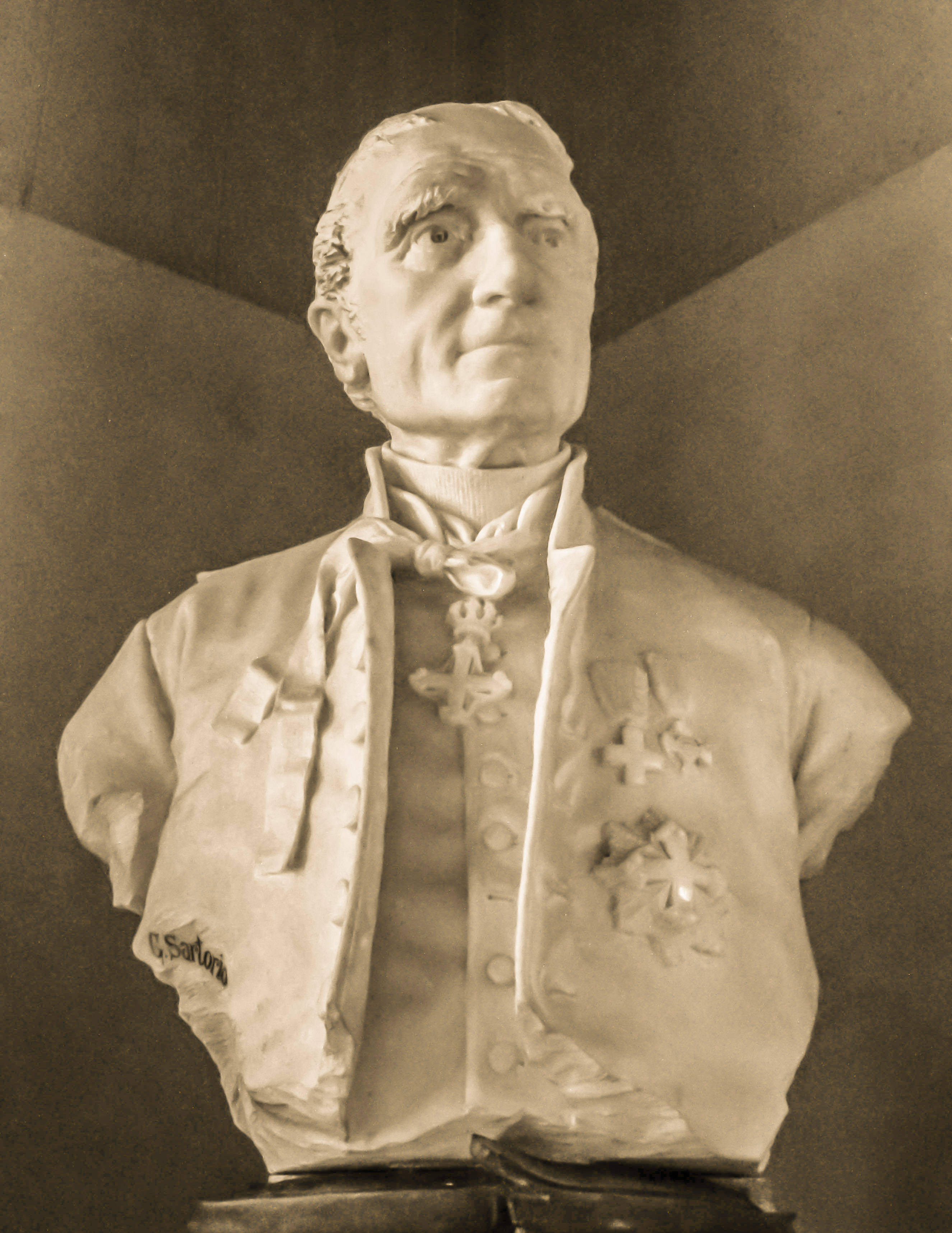
El busto de Giovanni Spano dentro del museo.

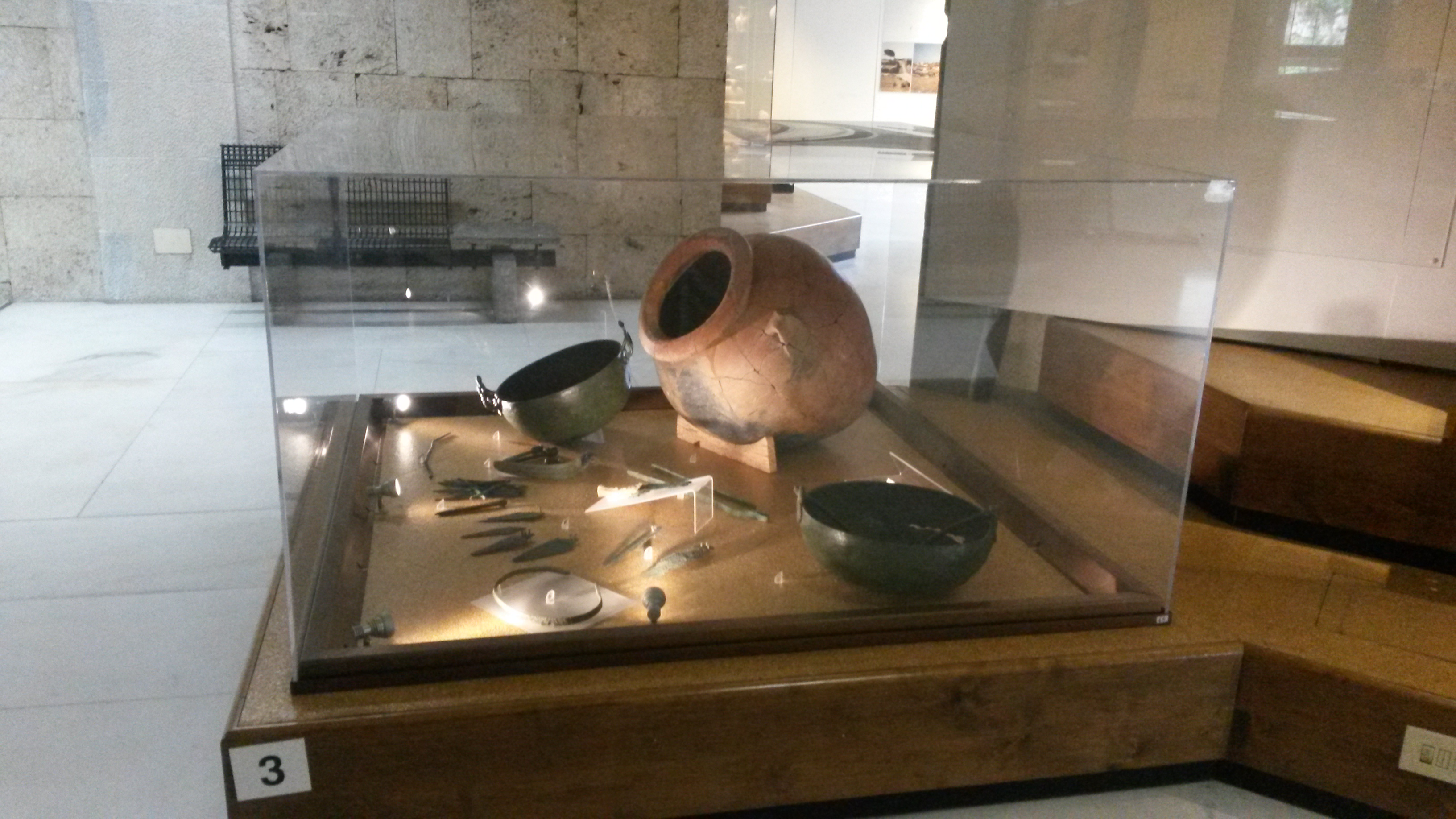
Hallazgos de Santa Anastasia, Sardara. Segunda planta de la exposición

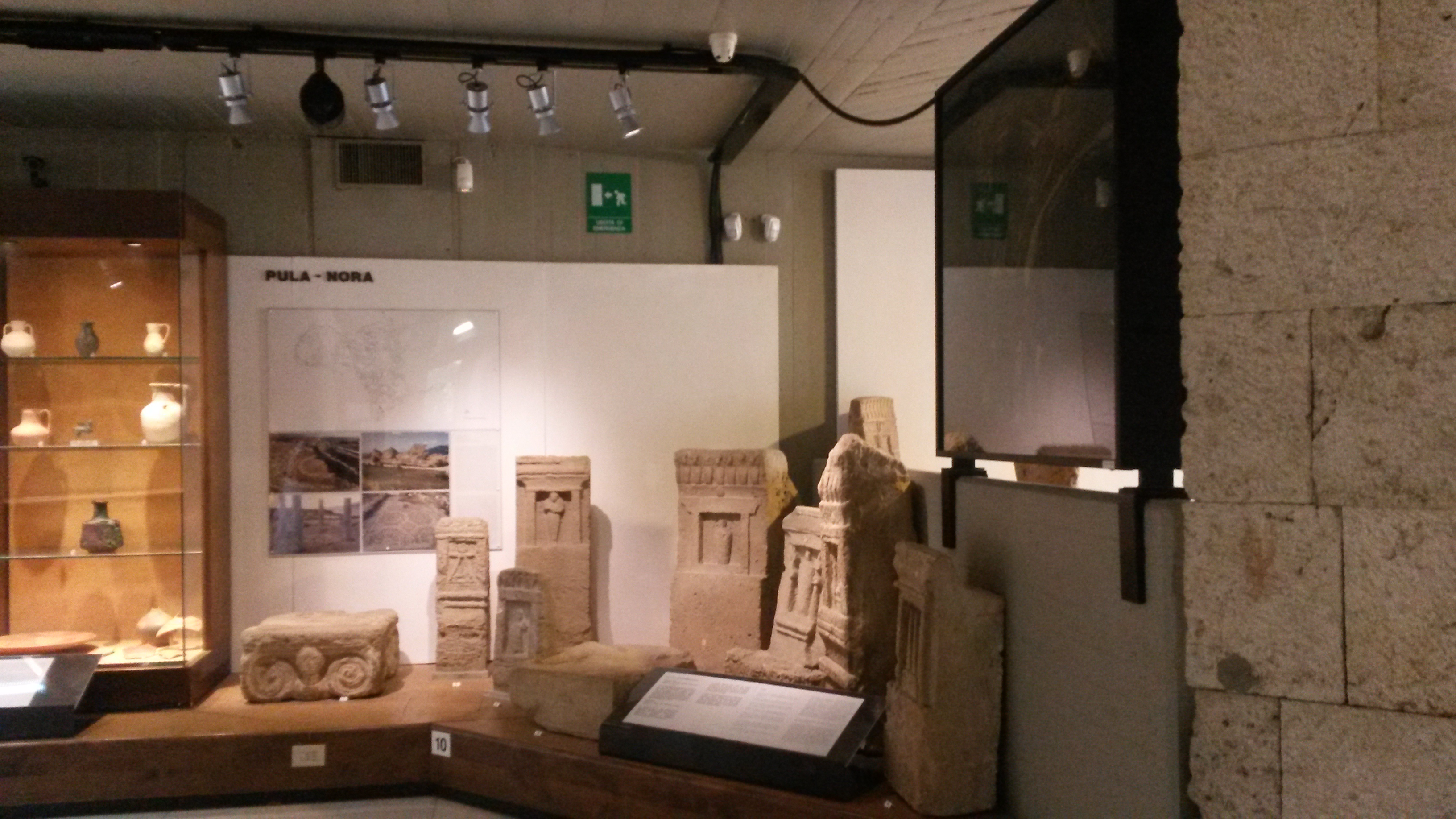
Estela de Nora.

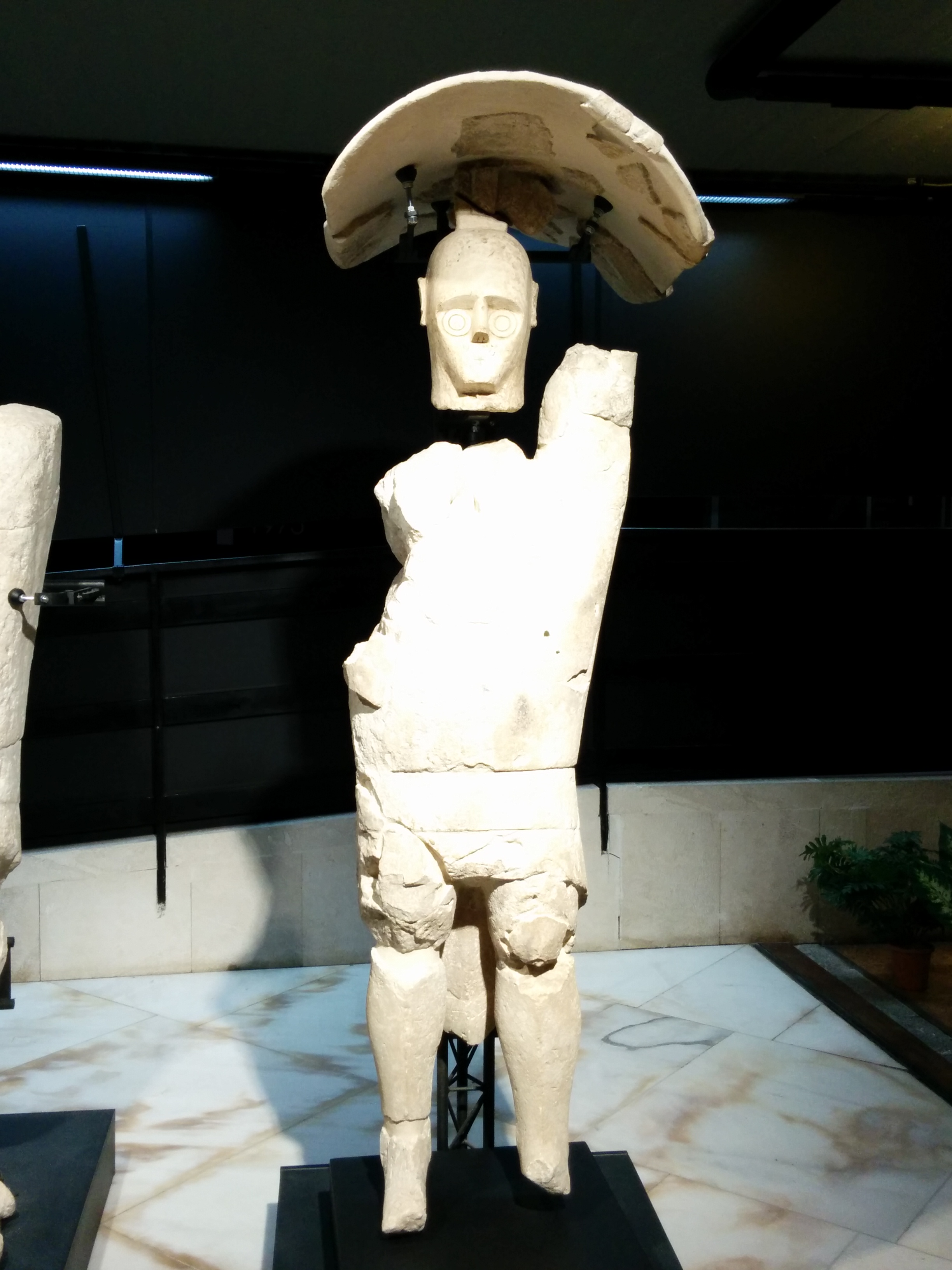
Gigante del mont'e Prama, guerrero con escudo o boxeador.

El nacimiento del Museo Arqueológico de Cagliari se remonta al año 1800, cuando el virrey Carlos Félix de Cerdeña (1765-1831), el hermano menor del rey, Víctor Manuel I de Cerdeña (1759-1824) la colección se encontraba originalmente en su Museo de Historia Natural y Antigüedades aceptando la propuesta del caballero Lodovico Baylle, hizo instalar el Gabinete de Arqueología e Historia Natural en una sala del Palacio del Virrey, confiándolo al cuidado del Caballero De Prunner, quien también se encargó de la ampliación de la colección. El Museo, concebido según los criterios de la época como un cuarto de maravillas donde recoger objetos valiosos sin seguir intenciones científicas precisas, gracias a la gran labor de la colección de Baylle y de Prunner se enriqueció con objetos de antigüedades, minerales y animales, en 1802 fue, un acontecimiento extraordinario para la época, abierto al público. En 1805 el virrey donó la colección del Gabinete a la Real Universidad de Cagliari, que en 1806 se trasladó a la sede de la universidad en el Palacio Belgrano. Los espacios iniciales dedicados a los hallazgos arqueológicos zoológicos y mineralógicos fueron ampliados en 1857. Se reservó una sala al Museo Mineralógico en la que se incluyeron los hallazgos arqueológicos divididos en dos sectores, uno de cultura material y otro de hallazgos en piedra. En 1858 los hallazgos mineralógicos fueron distribuidos en las distintas oficinas de la Universidad y se dedicaron nuevos espacios a los objetos de la Antigüedad. Los fondos fueron trasladados a la Universidad de Cagliari en 1858.
A pesar de las diversas vicisitudes ligadas a la sucesión de los directores del museo, la colección sigue creciendo gracias a las numerosas e importantes donaciones (primero Spano, luego Castagnino, Timón, Caput, Cara) y a las nuevas campañas de excavación. Para acoger los nuevos objetos se creó primero un gabinete lapidario, luego, en 1895, todo el «Museo» se trasladó a algunas salas del Palacio Vivanet de Via Roma.
En 1904, el edificio que albergaba la casa de la moneda en la Plaza de la Independencia fue utilizado como museo, diseñado por Dionigi Scano, y entre 1901 y 1931 el Superintendente de las antigüedades de Cerdeña, el arqueólogo Antonio Taramelli, se encargó de la instalación. El museo constaba de 7 salas: Cerdeña pre-nurágica, romana, púnico-romana, galería de estatuas, colección de medallas, jardín lapidario romano, jardín lapidario medieval, y en el primer piso del Palacio de las Sesiones se exponían pinturas y objetos medievales. Los hallazgos se dividieron por épocas históricas y lugar de origen. Vitrinas de madera en la pared y tablones de anuncios en el centro de las salas expositivas. En 1914, con la adquisición de los 1500 hallazgos de la colección de Gouin, la exposición sufrió varios cambios y adiciones con materiales de las excavaciones.
Desde 1993 el museo, enriquecido a lo largo de los años con numerosas exposiciones nuevas, se ha trasladado a su ubicación actual.

## Ruta de la exposición

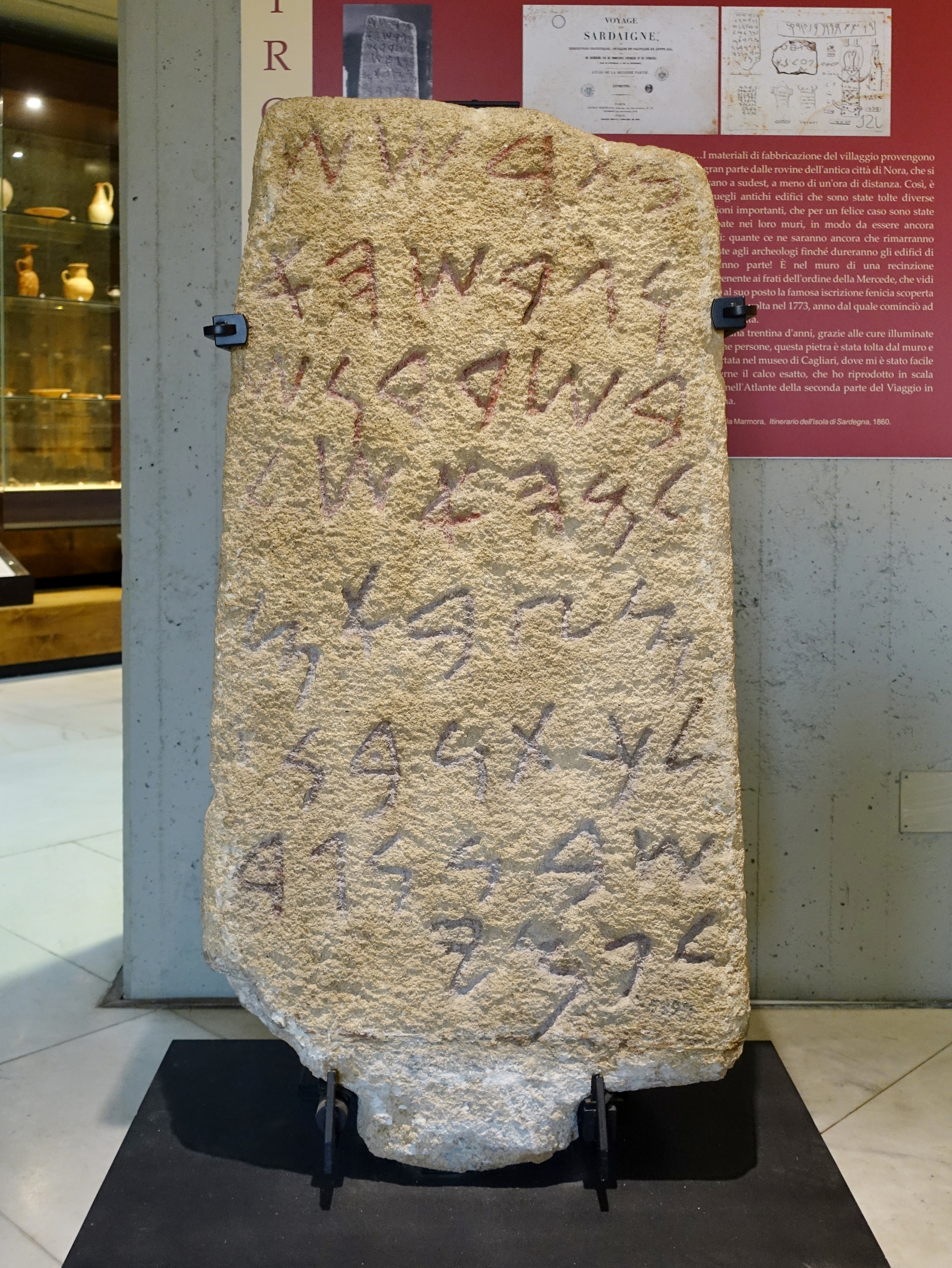
Estela de Nora.

El nuevo museo arqueológico fue concebido dividido en cuatro plantas: la primera cronológica, ejemplificando las principales culturas y facies (rocas sedimentarias) que se han sucedido en Cerdeña desde la época pre-nurágica y nurágica  hasta la época bizantina. Incluye una gran colección de estatuillas prehistóricas de bronce de la cultura nurágica, algunas estatuillas de piedra anteriores de divinidades femeninas, la reconstrucción de un asentamiento fenicio, la Estela de Nora, ejemplos de orfebrería cartaginesa, cerámicas romanas e itálicas y joyas bizantinas.
Se dedicó un importante espacio a la reconstrucción del tofet de Tharros. Los otros dos pisos, instalados más tarde, ilustran topográficamente algunos de los sitios más importantes de las provincias de Cagliari y Oristano. El cuarto piso está dedicado a las exposiciones temporales. Desde de marzo de 2014 es la sede de la exposición Mont'e Prama 1974-2014 dedicada a las estatuas de mont'e Prama.
También alberga una valiosa colección de modelos anatómicos de cera realizados en Florencia por el escultor Clemente Susini a partir de las disecciones del anatomista Francesco Antonio Boi entre 1801 y 1805. La colección se encuentra en una sala pentagonal. La preparación de los modelos fue financiada por Carlos Félix. La colección se encontraba originalmente en su Museo de Historia Natural y Antigüedades, que fue transferido a la Universidad de Cagliari en 1858, y luego al museo en 1991.